# 西浦博
西浦 博（にしうら ひろし、1977年 - ）は、日本の医師、医学者、保健学者（理論疫学・医療管理学・衛生学）。学位は保健学博士（広島大学・2006年）。京都大学大学院医学研究科 社会健康医学系専攻 教授。新型コロナ感染症対策専門家会議後「8割おじさん」と呼ばれている。
東京都立荏原病院内科・感染症科臨床研修医を経て、テュービンゲン大学医系計量生物学研究所 研究員、長崎大学熱帯医学研究所 特任准教授、ユトレヒト大学 博士研究員、香港大学公衆衛生大学院 助理教授、東京大学大学院医学系研究科 准教授、北海道大学大学院医学研究院 教授などを歴任した。

## 来歴

### 生い立ち
1977年、大阪府にて生まれ、兵庫県神戸市にて育った。幼いころから、ロボットコンテストやソーラーカーの開発に興味を持っていた。そのため、神戸市立工業高等専門学校に進学し、電気工学科にて学んだ。
しかし、兵庫県南部地震によって引き起こされた阪神・淡路大震災に罹災し、被災者を救助するAMDAの医師の姿に心を打たれ、一転して医学の道を志す。1996年（平成8年）高等専門学校3年次を修了したことで大学受験が可能となり、宮崎医科大学を受験して合格した。同年4月、宮崎医科大学に進学し、医学部の医学科にて学んだ。学生インターンとして発展途上国での麻疹とポリオの予防接種対策に参画したところ、医学者のロイ・アンダーソンらの著した『Infectious Diseases of Humans -- dynamics and control』を紹介され、感銘を受ける。2002年（平成14年）3月、宮崎医科大学を卒業した。2002年5月から2003年（平成15年）3月にかけて、東京都立荏原病院にて内科や感染症科の臨床研修医として非常勤で勤務した。
その後、タイに渡り、2003年（平成15年）4月より同年10月までマヒドン大学の熱帯医学校の大学院にて学んだ。2004年（平成16年）4月、広島大学の大学院に進学し、保健学研究科にて学んだ。大学院生として「Mathematical and statistical epidemiology of emerging/re-emerging infectious diseases with particular emphasis on inference of key parameters」と題した博士論文を執筆した。また、その間、2004年（平成16年）4月から2005年（平成17年）3月にかけて、イギリスのインペリアル・カレッジ・ロンドンの医学部にて客員研究員を務め、かつて感銘を受けたロイ・アンダーソンから直接指導を受け、感染症疫学について研究していた。2006年（平成18年）3月、広島大学の大学院における博士課程を修了し、博士（保健学）の学位を取得した。

### 医学者、保健学者として
まだ大学院生だった2005年（平成17年）4月から、ドイツのテュービンゲン大学の医系計量生物学研究所にて研究員となっており、2007年（平成19年）8月まで勤務した。その傍ら、2006年（平成18年）4月から2007年（平成19年）8月にかけて、長崎大学熱帯医学研究所にて特任准教授を兼任した。2007年（平成19年）9月より、オランダのユトレヒト大学にて博士研究員となり、理論疫学を研究した。その後、さきがけ主任研究者となり、2011年（平成23年）3月までユトレヒト大学に在籍した。2011年（平成23年）4月、香港の香港大学に転じ、2013年（平成25年）4月まで公衆衛生大学院の助理教授を務めた。
2013年（平成25年）6月には東京大学に転じ、大学院の医学系研究科で准教授に就任し、国際社会医学講座を受け持った。2016年（平成28年）3月まで東京大学に在籍し、翌月より北海道大学に転じ、大学院の医学研究院にて教授に就任し、社会医学分野を受け持った。

## 新型コロナ対策

### 感染症の数理モデル
2019年から2020年にかけての新型コロナウイルス感染症の流行に際して、コンピュータでシミュレーションする「数理モデル」でウイルスの流行状況の特徴を明らかにする疫学研究に取り組み、2020年1月末から共同研究者とともに次々と論文を発表し、記者会見やメディアの取材に対応して、感染拡大防止のための情報を提供した。

### クラスター対策
2月25日、厚生労働省新型コロナウイルスクラスター対策班に、新型コロナウイルス感染症対策専門家会議の押谷仁らとともに参画した。

#### 3つの密
2月25日、押谷との議論の中で、クラスターの共通項を見つけて、類型化すれば、より有効な行動変容を呼びかけることができるはずだと認識を共有した。そして、多くの人に感染させた人は「密閉」された環境にいたことが分かったこと、患者の集積が起きる環境では人が「密集」していること、「密接」した関係で発話があることから、のちに「3つの密（3密）」と呼ばれる条件を特定した。

#### 北海道の緊急事態宣言
2月27日までに、札幌だけではなく、北海道各地で感染源としてのクラスターへのリンクのわからない孤発例が非常に広範に報告された。札幌都市圏に大きなクラスターかその連鎖が存在すると考えられたため、押谷や政府の専門家会議の鈴木基と深刻な状況の可能性があると議論し、2月28日に鈴木直道北海道知事に提言し、知事の判断で「新型コロナウイルス緊急事態宣言」が発表された。
宣言が終了した3月19日、政府の専門家会議の記者会見に参加した西浦は「北海道民の皆様にはその行動を自粛して頂いて不便をおかけして大変申し訳なかったと思っていますが、地域の医療現場だったりあるいは地域保健の皆さんが寝ずに努力していただいたことの賜物で北海道モデルといえるものが成功したものと感謝しています。もちろんまだ札幌を中心として二次感染の伝播のチェーンが切れてる状態にありませんから、一切予断を許さない状況であるのですけども、緊急事態宣言を発出後には実効再生産数は明確に減少したということが見てとれました」と述べた。

#### 8割おじさん
流行拡大を防ぐには人との接触を8割削減することが必要である、と3月の初めから提唱し、インターネット上で「8割おじさん」と名乗るようになった。名付け親は押谷である。科学雑誌『サイエンス』のウェブサイトに掲載されたニュース記事では、「80% uncle」と紹介された。
接触減の割合をめぐってせめぎ合いがあった。とりわけ、4月7日、新型インフルエンザ等緊急事態の要件に該当するか諮問を受け、第2回基本的対処方針等諮問委員会が開催されたが、審議当日の早朝、西浦は会長の尾身茂と委員の押谷からそれぞれ電話で連絡を受け、押谷は「どこまで頑張れるかわからないけれども、8割おじさんの願いが叶うように精一杯やってみよう」と述べたという。また、西浦らは基本再生産数を「2.5」とする前提で資料を作成していたが、審議の場に提出された資料では値が「2.0」に書き換えられていたという。提出された資料の値に疑問を感じた尾身から、西浦に「これで大丈夫なのか?」と確認の電話があったことで、西浦に無断で資料の値が書き換えられたことが発覚したという。同日夜、安倍晋三内閣総理大臣は、緊急事態宣言発出後の記者会見で「専門家の試算では、私たち全員が努力を重ね、人と人との接触機会を最低７割、極力８割削減することができれば、２週間後には感染者の増加をピークアウトさせ、減少に転じさせることができます」と発言した。
4月15日の記者意見交換会で、対策を全く取らない場合、日本国内では約85万人が人工呼吸器や集中治療室での治療を要する重篤患者となり、重篤患者の49％が死亡したとする中国のデータなどに基づけば、うち約42万人が死亡するとの試算を公表した上で、人と人の接触を8割減らせば、約1か月で流行を抑え込めるとした。ただし、菅義偉内閣官房長官は翌16日、西浦の試算は「厚労省の公式見解ではない」としている。
ニューズウィーク日本版6月9日号に「「8割おじさん」の数理モデルとその根拠」を特別寄稿し、のちに同ウェブサイト版でも公開された。また、中央公論7月号のインタビュー記事で「オリンピックが延期されることになった3月24日あたりから、小池百合子都知事がイベント自粛の要請など、どんどん手を打ってくれて、それに従って実効再生産数が落ちていきます。さらに、国の緊急事態宣言が出た後は、都市も地方も含めて皆さんが協力的に接触を削減してくれた成果もはっきり出ました」と振り返った。
人類生態学者の中澤港神戸大学教授は、8割減の合理性について西浦の理論的背景に触れつつ高く評価した。
物理学者の中野貴志大阪大学核物理研究センター長とウイルス学者の宮沢孝幸京都大学ウイルス・再生医科学研究所准教授は、6月12日の第2回大阪府新型コロナウイルス対策本部専門家会議にオブザーバーとして出席し、府の感染のピークは3月28日頃だとして4月7日に発令された緊急事態宣言に伴う休業要請などの効果は薄かったと指摘した。これに対して会議の座長で感染制御学が専門の朝野和典大阪大学医学系研究科教授は異論を唱え「今日の議論だけで自粛、休業が無意味だったとの結論にはしていただきたくない」と述べた。
医師でもある前新潟県知事の米山隆一は、西浦のロジックを「手遅れになるから（勝算はないが）今手を打たなければならない」というものだとして旧日本軍に喩え、西浦を「令和の牟田口廉也」と繰り返し厳しく批判した。
社会工学者の藤井聡京都大学大学院工学研究科教授は、西浦作成のグラフを引用し、西浦・尾身らによる「GW空けの緊急事態延長」支持は「大罪」であると主張した。これに対して、感染症専門医の岩田健太郎神戸大学大学院医学系研究科感染治療学分野教授は、「藤井聡氏公開質問状への見解」を発表し、西浦が日本の感染対策にもたらした貢献はものすごく大きいとしたうえで、藤井の議論の誤りを指摘した。この指摘に対して藤井は、岩田の指摘は自身の主張の誤解に基づくものであるとした上で、緊急事態宣言の効果はあくまで小さく、むしろそれに先立つ出入国の制限（いわゆる「水際対策」）が感染拡大の阻止に大きな役割を果たした等の主張を行い、一律的な自粛措置に対する疑念を改めて提示した。
西浦に向けられた批判は一部過熱化し、西浦は自身に「首を刈ってやる」といった手紙が届くなど、「脅迫があり、公安（警察）に守ってもらった」と明かした。

#### 休業要請の2週間見送りをめぐって
緊急事態宣言の発出に際し、西村康稔新型コロナ対策担当大臣は7都府県知事に対して休業要請を2週間見送るよう要求した。一方、東京都庁は休業要請を打ち出そうとしており、国と都が対立した。4月9日、ジャーナリストの田﨑史郎は、『羽鳥慎一モーニングショー』に出演し、西村に電話で聞いたと前置きしたうえで、専門家の「2週間やめたら効果が出る可能性があります」という意見を西村が都府県に伝えただけに過ぎないと主張した。さらに、その専門家が誰なのかという話題になると、田﨑は「それ、西浦さんがおっしゃっていますよね」「データ、先週の金曜日に出しましたでしょ? 彼の予測で」などと発言し、休業要請を2週間先送りしようとしたのは西浦の意見によるものと主張した。
この報道を知った西浦は、そのような提案はしていないと反論し、「休業補償2週待つっていうニュース、耳を疑いました」とコメントしている。さらに西浦は、田﨑を名指しして「田崎さんのソースは官◯ですね。ぷんぷん。休業は補償つきで今すぐやらないといけません」と重ねて反論した。さらに西浦は、田﨑の発言について「『西浦が2週様子を見てから休業補償』と言ったという田崎＝西村ラインの嘘話」と批判している。

#### 実効再生産数の計算方法とデータ
5月1日、政府の専門家会議後の記者会見で、実効再生産数の根拠を詳しく開示するよう記者から求められた西浦は「この件に関しては、計算方法とデータをできるだけ開示してほしいというお話を伺っています。今の時点では、クラスター対策班の研究員というのも自転車操業で今、昼夜問わずに分析に対応していて、政策の意思決定に対応することで手がいっぱいの状態です。できるだけ近日中にその方法とか、伝え方っていうと、記者の皆さんにうまく計算方法が、ほかの専門家も交えた形で伝わるような方法というのを今、検討しているところですので、また後日アナウンスできればと思いますけど、今の時点では意思決定を最優先していることはご理解ください」と答えた。
5月12日、日本科学技術ジャーナリスト会議主催の「【8割おじさん西浦教授に聞く】新型コロナの実効再生産数のすべて オンライン講演会」がニコニコ動画で配信され、出演した西浦は、実効再生産数（Rt）の意味合い、数理モデル、データの取り方、計算方法を解説した。同時に解説資料とコードとデータが公開された。5月18日には講演会当日に寄せられた82個の質問に対する回答が公開された。
5月20日、東洋経済オンラインは、西浦監修で原則日次更新の全国・都道府県別の実効再生産数（簡易版）を公開した。

#### 水際対策
安倍首相は、緊急事態宣言が全国で解除された5月25日の記者会見で「感染再拡大の防止と両立する形で、どのように国際的な人の往来を部分的、段階的に再開できるかについて、対象国、対象者、手続を含め慎重に検討して、その上で政府として適切なタイミングで総合的に判断をしていく考えであります。もちろん、第一は国民の健康と命を守り抜いていく、これを最優先に考えていきたい」と述べた。
政府の専門家会議は、5月29日に出した提言の中で、ヨーロッパなどで感染した人たちが日本に帰国したことがきっかけで、3月の感染拡大が起きたことがウイルスの遺伝子解析で明らかになったと指摘し、今後海外との人の行き来を再開することで、日本国内で再び感染拡大が起きるおそれがあるため「今後の水際対策の手段の検討にあたって、政府部内において十分な議論をし、 各国の流行状況や国を越えた人々の往来の正常化を目指すための国際的な取組みの動向を見極めつつ、出口戦略としての開国並びに感染拡大の防止、入国者が発症した場合に対応する医療機関の負担、さらには、流行の拡大に伴う、再度の入国制限の考え方などを明らかにし、対策を実行する必要がある」とした上で 「国内で感染拡大を防ぐ新しい生活様式が定着するまでの当面の間は、 入国者を一定の数に限定するなどして徐々に緩和を目指すことが適当である」とした 。
6月2日、西浦は入国制限緩和のリスクについてシミュレーションした結果を公表し、感染が流行している国から1日当たり10人の感染者が入ってきた場合、検疫でのPCR検査やホテルなどでの2週間の待機要請を行ったとしても、完全には防げず一部は流入し、3か月後には98.7％の確率で緊急事態宣言などが必要となる大規模な流行が起きる一方で、入国を厳しく制限するなどして、1日当たりに入国する感染者を2人にした場合は3か月後に大規模な流行が起きる確率は58.1％、1日当たり1人にした場合は35.3％にまで抑えることができるとした。西浦は「制限の緩和については政府が判断をしているが、感染リスクをどこまで踏まえているのか、透明性をもって明確に語られていない状態だ」と指摘し、「検疫や入国制限は省庁の管轄がそれぞれ異なり、縦割りの状態にある。政府が一体となって、感染者が入国するリスクを分析し、制限を掛けたり緩和したりする仕組みを急いで作らなければならない」と述べた。同時に西浦による解説も公開された。
また、専門家会議に参加する和田耕治国際医療福祉大学医学部公衆衛生学教授との対談の中で「シミュレーションが示唆するのは、外務省「感染症危険情報」の「レベル3」相当になったら迅速に入国制限をかけないと危ないということ」だと述べた。
6月18日、政府の新型コロナウイルス感染症対策本部は、感染状況が落ち着いている国や地域のビジネス関係者らにかぎり、日本を訪問する前のPCR検査で陰性が確認されることなどを条件に入国を認めるなどとした方針を決定した。

### 東京オリンピックの中断要求
東京オリンピックの開催中、感染拡大を危惧して大会の中断を要求していたが、大会後に米紙ウォール・ストリート・ジャーナルは「無観客で行われた東京五輪は、日本の新型コロナウイルス流行を悪化させなかったことを初期のデータは示唆しており、中国で来年2月に開かれる冬季オリンピックの主催者に模範を示している」と報道した。

### 「うるせーばか発言」
実業家・堀江貴文は同日、自身のツイッターで、政府の新型コロナウイルス感染症対策分科会の尾身茂会長のインタビューを引用。 いつまで言ってんだこいつ」とつぶやいた これに対して西浦は自身のツイッターを更新し、堀江に対してて「うるせーばか」とコメントした。

## 分析に対する評価
- 橋下徹「予測が外れたことには、なぜ外れたかを言ってもらわないと。はっきり言って西浦さんの言うことは信用できません。だって、東京で8月下旬に1万、2万になると言っていた」 [63]
- 高橋洋一「この方は打率1,2割で前提検証しないなら数学モデルに名を借りた政治的な発言といわざるを得ない」[64]
- 山口真由「データが自らの主張立証のための政治に」 [65]

## 略歴
- 1977年 - 大阪府にて出生[2]。
- 2002年 - 宮崎医科大学医学部医学科卒業[4]
- 2002年 - 東京都立荏原病院内科・感染症科臨床研修医[4]
- 2004年 - インペリアル・カレッジ・ロンドン医学部客員研究員[4]
- 2005年 - テュービンゲン大学医系計量生物学研究所研究員[4]
- 2006年 - 広島大学大学院保健学研究科博士課程修了[4]
- 2006年 - 長崎大学熱帯医学研究所特任准教授[4]
- 2007年 - ユトレヒト大学博士研究員[4]
- 2011年 - 香港大学公衆衛生大学院助理教授[4]
- 2013年 - 東京大学大学院医学系研究科准教授[4]
- 2016年 - 北海道大学大学院医学研究院教授[4]
- 2020年 - 8月1日～京都大学大学院医学研究科社会健康医学系専攻教授[66]

## 著作

### 博士論文
- 西浦博「新興・再興感染症に関する数理及び理論疫学的研究 : 特に主要なパラメータ推定を中心に」 広島大学 博士論文, 甲第3913号, 2006年, NAID 500000348757

### 編纂
- 西浦博編『感染症数理モデルの実用化と産業及び政策での活用のための新たな展開』九州大学マス・フォア・インダストリ研究所、2014年

### 寄稿、分担執筆、等
- 西浦博, 稲葉寿「感染症流行の予測:感染症数理モデルにおける定量的課題」『統計数理』54巻2号 pp.461-480 特集「予測と発見」、2006年
- 西浦博「第2章 感染症数理モデルのデータサイエンス」稲葉寿編著『感染症の数理モデル』培風館、2008年 所収
- 西浦博「感染症の検疫期間の決定手法の開発とその疫学的効果の推定」『日本オペレーションズ・リサーチ学会和文論文誌』 52巻 pp.20-37、2009年
- 西浦博「オランダ発パンデミック東方見聞録」『数学セミナー』日本評論社、2009年4月号～2010年3月号 連載
- 西浦博「新型インフルエンザの国境検疫（水際対策）の効果に関する理論疫学的分析」『科学』岩波書店、2009年9月号 79巻9号
- 西浦博「ワクチン接種と集団免疫――新型インフルエンザの予防接種戦略」『科学』岩波書店、2009年11月号 79巻11号 特集「インフルエンザワクチンの理想形」
- 西浦博, 合原一幸「新型インフルエンザの予防戦略(1－3)」『数学セミナー』日本評論社、2010年2月号～4月号 連載
- 西浦博「うつる病を読み解くモノサシ」『数学セミナー』日本評論社、2014年4月号～2016年3月号 隔月連載
- 西浦博, 茅野大志「感染症数理モデル入門――モデリングの威力を知る」岩田健太郎編集主幹『J-IDEO』[註釈 4]中外医学社、3巻5号、2019年9月。ISSN 24327077
- 小林鉄郎, 西浦博「新型コロナウイルスの数理」『数学セミナー』日本評論社、2020年5月号
- 西浦博「「8割おじさん」の数理モデルとその根拠」『ニューズウィーク日本版』2020年6月9日号 特集「検証 日本モデル」

## メディア出演
- TBSラジオ 久米宏 ラジオなんですけど「数理モデルで感染症対策 西浦博さん」2019年3月23日放送[2]
- NHKクローズアップ現代+「新型ウイルス肺炎 封じ込めはできるのか」2020年1月28日放送[67]
- NHKクローズアップ現代+「新型ウイルス “瀬戸際”の現場で何が起きているのか」2020年3月3日放送[68]
- NHKスペシャル「新型コロナウイルス 瀬戸際の攻防 〜感染拡大阻止最前線からの報告〜」[69]2020年4月11日放送[70]
- 「第1回 記者意見交換会」2020年4月15日開催[71][72]
- NHKスペシャル「緊急事態宣言 いま何が起きているのか」[73]2020年4月18日放送[74][75]
- 「第2回 記者意見交換会」2020年4月24日開催[76][77][78][79][80]
- NHKスペシャル「新型コロナウイルス どうなる緊急事態宣言〜医療と経済の行方〜」2020年4月25日放送[81]
- 日本テレビ系「教科書で学べない ニッポンの超難問」2020年5月4日放送[82]
- NHKスペシャル「新型コロナウイルス 出口戦略は」2020年5月10日放送[83][84]
- 日本科学技術ジャーナリスト会議主催「【8割おじさん西浦教授に聞く】新型コロナの実効再生産数のすべて オンライン講演会」2020年5月12日放送[47]
- NHKクローズアップ現代+「キーマンに迫る 注目のポイント ～緊急事態宣言解除の先は～」2020年5月26日放送[85]
- NNNドキュメント(札幌テレビ制作)「74例目と呼ばれて 新型コロナ "３密"原点からの警鐘」2020年6月1日放送[86]
- NHKスペシャル「新型コロナウイルス 危機は繰り返されるのか ～パンデミックの行方～」2020年6月27日放送[87]
- 第84回日本循環器学会学術集会(JCS2020)記念対談（山中伸弥京都大学iPS細胞研究所長・教授）「新型コロナウイルスの流行における意思決定～未曾有の状況下でどう考え、どう判断すべきか～」2020年7月6日収録[88][89][90][91]
- 関西健康・医療創生会議オンライン・シンポジウム「新型コロナ感染症（COVID-19）の現状と対策〜第二波に備えて、何がわかってきたか、どう備えれば良いか〜」特別講演「新型コロナウイルス感染症の流行対策」2020年7月17日開催[92][93][94][41]

ほか多数

### 註釈
1. 1 2  宮崎医科大学は、西浦卒業後の2003年に(旧)宮崎大学と統合して(現)宮崎大学医学部となった。
2. ↑  東京都立荏原病院は、のちに東京都から財団法人東京都保健医療公社に移管され、荏原病院となった。
3. ↑  基本的対処方針等諮問委員会は、新型インフルエンザ等対策閣僚会議の新型インフルエンザ等対策有識者会議の下に設置されている組織である。新型インフルエンザ等対策特別措置法に基づく緊急事態の要件に該当するか諮問を受け審議する組織であり、新型インフルエンザだけでなく新型コロナウイルス感染症に対する緊急事態の要件も審議する。なお、名称が類似しているが、新型コロナウイルス感染症対策本部の新型コロナウイルス感染症対策専門家会議の下に設置されている組織ではない。
4. ↑  隔月刊の感染症総合雑誌（2017年3月創刊）。『J-IDEO』は『Journal of Infectious Diseases Educational Omnibus』の略称。

## 関連人物
- 押谷仁
- 尾身茂
- 田崎史郎
- 西村康稔
- ロバート・メイ